# Asrat Kebede
Asrat Kebede (amharisch አስራት ከበደ; * 1987) ist eine ehemalige äthiopische Marathonläuferin.
2008 wurde sie Zweite beim Marrakesch-Marathon, und 2009 erzielte sie dieselbe Platzierung beim Tiberias-Marathon.
2010 wurde sie Vierte in Marrakesch mit ihrer persönlichen Bestzeit von 2:39:38 h und gewann den Breslau-Marathon.